# 俄羅斯聯邦交通運輸部
俄羅斯聯邦交通運輸部（俄语：Министерство транспорта Российской Федерации）是俄罗斯联邦政府負責制定航空、海運、水運、公路運輸、鐵路運輸、地鐵的公共政策與法規之機構，除此之外，這個部門也負責地圖繪測與地點命名，總部位於莫斯科。
交通運輸部最早創立於1809年，前身為俄羅斯帝國鐵路運輸部， 十月革命後 ，機構改稱蘇聯人民委員會鐵道機構，在1946年改成為蘇聯人民委員會鐵道部，後來擴大職責變成蘇聯交通運輸部。隨著蘇聯的解體，1991年12月25日改稱為俄羅斯聯邦交通運輸部。其中有一段很短的時間，2004年3月9日到2004年5月20日之間，這個機構結合了通訊與資訊，短暫被稱為俄羅斯聯邦交通運輸與通訊部。

## 下屬機構
- 俄羅斯聯邦交通監督機構（Федеральная служба по надзору в сфере транспорта,Ространснадзор）：成立於2004年
- 俄羅斯聯邦航空運輸機構（Федеральное агентство воздушного транспорта,Росавиация）：成立於1964年，主要負責蘇聯的民用航空運輸，負責定期檢查民間空中運輸，其他過去名稱包括航空運輸機構（1991年至1995年），俄羅斯聯邦航空服務機構（1996-1998年）、俄羅斯聯邦航空機構（1999年），國家民用航空服務機構（2000-2003年），從2004年之後才改成現在的名稱。
- 俄羅斯聯邦公路機構（Федеральное дорожное агентство,Росавтодор）：處理俄羅斯境內公路相關規劃
- 俄羅斯聯邦鐵路運輸機構（Федеральное агентство железнодорожного транспорта）：成立於2004年，並把之前的鐵路部門解散。
- 俄羅斯聯邦海洋與河流運輸機構（Федеральное агентство морского и речного транспорта,Росморречфлот）：管理包括海運、運河以及河運的部分。

## 俄羅斯聯邦交通運輸部部長
| 维塔利·耶夫莫夫   | 1990~1996年    |
| 尼古拉·查克       | 1996~1998年    |
| 谢尔盖·弗兰克     | 1998~2004年    |
| 伊戈尔·维京       | 2004年~2012年  |
| 馬克西姆·索科洛夫 | 2012年至2018年 |
| 叶夫根尼·季特里赫 | 2018年至2020年 |
| 维塔利·萨韦利耶夫 | 2020年至2024年 |
| 羅曼·斯塔羅沃伊特 | 2024年至2025年 |
| 安德烈·尼基京     | 2025年至今     |